# 이용부 (시인)
이용부(李庸孚, 1947년 ~ )는 대한민국의 교육인, 문인, 수필가, 시인으로 호(號)는 성포(成浦)이다.
대표작 : 시집《새벽을 여는 사람들》, 《나는 멋쟁이》, 《겨울길목에서》, 《봄이오는소리》 수필로는 《한겨울의 소박한 꿈》등
수상내역 : 문예사조 신인상 수상, 한국교육자대상, 연세교육인수상 등

## 생애
연안이씨의 시조 이 무(李 茂) 의정공파 종중의 종중원으로서 1947년 4월 28일 경기도 김포 풍무에서 아버지 故(고)이상희(李相熙), 故(고)어머니 김금순(金今順) 사이에 2남 1녀 중 연안(延安)이씨 장남으로 태어났다. 1960년에 김포국민학교에 입학했으나 한국 전쟁으로 고향인 경기도 김포군 풍무리에 거주 하면서 그곳에서 국민학교를 졸업했다. 아버지는 김포초중고등학교 국어교사를 하면서 교가를 작사하였다. 많은 후학들에게 존경을 받았다. 겨울밤 마을 사람들을 상대로 춘향전, 심청전, 장화홍련전 같은 이야기책을 즐겨 읽어 주었다. 어린 그는 어른들이 담배를 말아 피우다 방치한 알렉 상드르 뒤마의 작품을 보고 생애 최초로 장차 작가가 되고 싶다는 꿈을 품게 된다. 그후 서울시 마포구 아현동으로 이주하여 생활하면서 중앙대학교 사범대학 교육학과를 졸업했다.
1970년 중앙대학교 사범대학 교육학과를 졸업하고 ROTC에 임관하여 병역의무를 마친 뒤 취업이 어려워 낙향할 수밖에 없는 처지였는데, 재워 주고 먹여 준 이슬이 동기생의 호의로 자취를 시작하면서 알바를 하였고 학교 장학금을 받으며 졸업 후 300장이 넘는 글을 쓰기도 했다. 그 작품을 기회 있을 때마다 읽어 주면서 많은 격려를 아끼지 않았다. 그해 3월에 대학에서 해남으로 발령장을 받았으나 부모와 함께 생활하기가 거리가 멀어 대학의 추천으로 1973년에 복자여자고등학교에서 국어교사를 하면서 본격적으로 문예지 등에 작품을 투고하면서 조기방학 중에 쓴 수필《한겨울에 소박한 꿈》으로 데뷔하여 오늘에 이르게 되었다. 각종 종합문예지 등에서 경력을 쌓게 된다. 이듬해 서울 염광중학교로 자리를 옮긴 후 연세대학교 교육대학원 국어국문전공에 입학하게 되면서 문학의 꿈을 키웠다. 1906년 교육부공채로 자리를 옮겨 대학 시설지원과, 교원정책, 초 중등교육 교원 복지 등 근무하게 되면서 틈틈이 문학의 꿈을 잃지 않고 글을 쓰기 시작하여 중앙대학교에서 백철, 유기섭, 정재철 등의 문하생으로 작가의 꿈을 키워, 후에 문인 작가로 데뷔 하게 되었다.
2000년경 학교에 근무하면서 자유문예의 단체를 알게 되어 문단을 알게 되어 데뷔하게 되었다. 그후 2008년 2월 출판기념회를 갖고 문인 생활을 하게 되었다. 2008년 김성열, 김창직, 황보광, 한국문예사조문인협회/사화집, 전홍구, 김경희, 신정호 <영혼속의 영혼 스케치>,<바람따라가는 저그림자>,<나뭇가지끝에 걸린 하늘>,<올달샘> 등과 함께하며 시집을 내고 글을 쓰기 시작하였다. 2005년 9월부터 현재까지 글로벌 문화 연구원 문예창작부에서 평생교육차원의 석좌교수로 출강하였다. 현대백화점 리더스 클럽 문화센터에서 새벽을 여는 사람들 출판기념을 하였다. 2007년 12월 수필집《한겨울의 소박한 꿈》를 출간했고, 2008년 2월에 장미향, 김정호, 윤열자, 서안열 ,손호규, 한두현, 이규정 등과 함께 문인생활을 하며 책을 출간하였다. 2005년 1월에 국제펜클럽 한국분부 이사에 피선되었다. 현재는 국제펜클럽한국본부 이사, 한국문예학술저작권협회 위원, 한국문인협회 정회원, 문학의 뜰 작가협회 회장 등 예술인의 복지향상과 발전을 위해 왕성한 활동을 하고 있다.

## 작품세계
이용부의 문학세계에서는 거의 언제나 약하고 가난한 사람들의 삶이 이야기의 중심이 된다. 그의 세계는 미래의 희망과 꿈을 담은 현실적인 힘을 주는 내용의 작품성이 내제되어 있다 때로는 좌절에서 비젼을 갖는 희생적 삶의 구체적 모습을 통하여 작가가 드러내고자 하는 글이 실려있다. 이를 부조리를 바로잡기 위한 작가의 시선은 두 가지에 집중된다. 하나는 불합리한 현실로부터 버림을 받은 약한 자들의 일탈 행위에 집중되고, 다른 하나는 우리의 현실이라는 것이 탐욕스럽고 무모한 자들이 스스로 삶의 가치를 값어치에 사실을 집중된다. 즉 작가의 현실 시각은, 우리 삶의 고통과 모순이 인간 개개인의 무모성과 어리석음에서 비롯되는 것이며, 그것들이 모여 더욱 억압적인 사회구조를 이루기 때문에 가해자도 때로는 희생자가 되어 버리는 것이 우리의 삶이란 입장이다. 작가는 이러한 현실 시각을 주로 약하고 소외당한 인물을 통해 고도의 야유와 풍자와 알레고리로 고발하는 형식을 취하고 있다.

## 저자 프로필

### 문단약력
- 2005 자유문예 수필로 데뷔

- 2007 자유문예 신인문학상 수상

- 2007 월간문예사조 신인상 詩 ‘악풀’ 데뷔

- 제19회 문예사조문학상 수상

- 지하철 스크린도어 詩 "효" 선정

- 문예사조 정회원

- 문예사조 고문

- 월간문예사조 연재

- 한국문인협회 정회원

- 국제펜클럽 한국본부 정회원

- 국제펜클럽 한국본부 이사

- 문학의 뜰 작가협회 부회장

- 문학의 뜰 작가협회 회장

- 시집『새벽을 여는 사람들』, 『겨울 길목에서』, 『봄이 오는 소리』, 『나는 멋쟁이[깨진 링크(과거 내용 찾기)]』, 수필집 『한겨울의 소박한 꿈』  등

### 공적 경력
- 1993~1995 국어과 1종 편찬심의위원

- 1996~2003 국어(상하)편집 발간(연구진), 국어문법 1종 편집 발간(연구진)

- 1996~2003 교육부 연구관(편수관), 장학관(공보관)

- 2000 교육부 : "땀 흘린 여성교원의 인생노트“편집" 김은혜 외18명, "칠판위에 그려진 그녀들의 이야기" 편집 김경애 외17명

- 2008 글로벌연구원 자문위원

- 2008 중앙대학교 교육학과 총동문회 회장

- 2009 대한교육연구소 소장 겸 이사장

- 2013 글로벌연구원 평생교육원 석좌교수

- 2015 중앙대학교 객원교수

- 2019 문학의 뜰 작가협회 회장

- 연세대학교 교육대학원 총동문회 상임이사

- 연세대학교 교육대학원 총동문회 상임고문

- 한국시대사전 편집위원

- 한국문예학술저작원협회 회원

- 인터넷 실버넷뉴스 명사칼럼 위원

- 글로벌연구원 석좌교수

- 대한교육신문 논설위원

- 법무부 정책온라인 국민평가단

- 서울중앙지방검찰청 형사조정위원

- 서울중앙지방검찰청 한국범죄피해자지원중앙센터 운영위원 및 심의위원

- 인천지방법원 부천지원 민사조정위원
- 한국테러피해지원연합 운영위원

### 학력 및 경력
- 1966 ∼ 1970 중앙대학교 사범대학 교육학과
- 1988 ∼ 1990 인하대학교 교육대학원 교육행정전공
- 1997 ∼ 1996 연세대학교 교육대학원 교육문화 최고위과정 수료
- 1970 ∼ 1973 111 ROTC 예비역 전역
- 1973 ∼ 1974 천안 복자여자고등학교 교사
- 1973 ∼ 1996 중·고등학교 국어교사
- 1974 ∼ 1996 중등교사
- 1996 ∼ 1996 교육부 고등교육지원국 교육연구사
- 1996 ∼ 1997 교육부 초중등교육실 교육연구사
- 1997 ∼ 1998 교육부 고등교육지원국 교육연구사
- 1999 ∼ 1999 교육부 학술연구지원국 교육연구사
- 1999 ∼ 2000 교육부 고등교육지원국 교육연구사
- 2000 ∼ 2002 교육부 교육정책기회관 여성정책 연구관
- 2000 ∼ 현재 연세대학교 교육대학원 동문회 부회장 · 상임이사
- 2002 ∼ 2003 교육부 장학관 (공보관)
- 2003 ∼ 2009 중등학교장 (송내고등학교)
- 2005 ∼ 현재 서울중앙지방검찰청 형사조정위원
- 2005 ∼ 현재 한국범죄피해자지원중앙센터 운영위원·심의위원
- 2007 ∼ 2019 국제PEN 한국본부 이사, 한국문인협회 회원, 문학의뜰 작가협회 회장
- 2009 ∼ 2011 중앙대학교 사범대학교 교육학과 총 동문회장
- 2010 ∼ 2011 교육대학원 강사
- 2010 ∼ 2018 법무부 온라인 평가단 위촉 활동
- 2010 ∼ 현재 대한교육연구소 소장 · 이사장
- 2012 ∼ 2017 교육학과 교육대학원 객원교수
- 2013 ~ 2017 부천 민주평화통일자문회의 위원 13기-17기
- 2015 ∼ 현재 인천법원 부천지원 민사조정위원
- 2016 ∼ 현재 대한교육신문 논설위원
- 2017 ~ 2018 부천 민주평화통자문회의 부회장 17기-18기
- 2017 ~ 2019 중앙대학교 ROTC 8기 회장
- 2017 ∼ 2019 글로벌 평생교육원 석좌교수
- 2017 ∼ 현재 한국문예학술저작권협회 위원
- 2018 ~ 2019 부천 민주평화통일자문회의 부회장 19기
- 2018 ∼ 현재 인터넷 실버넷뉴스 명사칼럼 위원
- 2020 ~ 현재 한국테러피해지원연합 운영위원
- 2021 ~ 현재 대한민국 ROTC 8기 14대 총동기회장

### 포상 내역
- 1998. 12. 18. 대통령 표창
- 2009. 05. 21. 한국교육자대상 (한국일보사)
- 2009. 08. 24. 녹조근정훈장
- 2009. 12. 01. 연세대학교 교육대학원 연세교육인상
- 2018. 11. 14. 법무부장관 표창

## 인물관련기사
이용부 송내고 교장 ‘스승의 상’ 수상 (부천타임즈)
열정과 비전으로 더 높이 비상하는 송내고등학교 (Koreaweek)
“사교육은 가라!” 공교육의 모범, 신흥명문 부천송내고등학교 (부천타임즈)
경기도 명품교육 인증고교 송내고등학교 (지역내일)
작가협회 이용부 부회장님의 교장 정년퇴임을 축하합니다 (문학의 뜰)
서울오늘신문
인터넷신문 한국사랑N

### 작가페이스북
성포 이용부